# 北中央
北中央（きたちゅうおう）は、福島県福島市の町丁である。北中央一丁目から三丁目で構成されている。郵便番号は960-8072。

## 地理
市の吾妻地域に属し、福島市街地の西部に位置する。西と北で笹木野と、東で東中央と、南東角で南中央の北西角と、南で西中央と、南西角で下野寺とそれぞれ隣接する。上町に所在する福島警察署及び上野寺に所在する福島消防署西出張所がそれぞれ管轄にあたる。域内は新興住宅地として家屋や団地が多数と立ち並び、域内の幹線道路沿いに商業施設などが立地する。

## 歴史
1976年7月6日より行われた福島中央土地区画整理事業により東中央、西中央、南中央と共に1989年3月10日に笹木野と下野寺の一部が町名地番変更され設置された。

## 世帯数と人口
2022年（令和4年）1月31日現在の世帯数と人口は以下の通りである。
| 町丁   | 世帯数  | 人口   |
| ------ | ------- | ------ |
| 北中央 | 589世帯 | 1208人 |

## 小・中学校の学区
市立小・中学校に通う場合、学区は以下の通りとなる。
| 番地 | 小学校             | 中学校             |
| ---- | ------------------ | ------------------ |
| 全域 | 福島市立野田小学校 | 福島市立野田中学校 |

## 交通

### 鉄道
- JR奥羽本線が北側の笹木野との境界を通る。最寄り駅は笹木野駅である。

### 道路
- 国道13号福島西道路（域内東端）
  - 吾妻高架橋
- 福島市道25号南沢又大森線（域内西端）
- 福島市道165号中央1号線（域内南端）

### バス
福島交通路線バス
- （福島駅方面） - 由添団地 - 北中央三丁目 - （庭坂方面）
  - 庭坂
  - 福島駅西口経由大原綜合病院
  - 福島駅西口経由福島市役所前

## 施設
- 柿田公園
- 田尻公園
- 市営由添団地
- 県営北中央団地
- 日産プリンス福島販売Pフォーラム23